# El nido
Pour plus de détails, voir Fiche technique et Distribution.
Pour la ville des Philippines, voir El Nido.
Ne doit pas être confondu avec Il nido.
El nido est un film espagnol, coproduit avec l'Argentine, réalisé par Jaime de Armiñán et sorti en 1980.
Le film fut nommé à l'Oscar du meilleur film en langue étrangère.

## Synopsis
Alejandro, ancien chef d'orchestre, vit retiré à la campagne, dans la province de Salamanque. Il partage sa vie entre la chasse et la musique. Lors d'une promenade à cheval, il découvre des lettres écrites qui le mettent sur la trace de Goyita, une adolescente de treize ans. Il en tombe passionnément amoureux. Il confie ses sentiments secrets à Eladio, un vieux curé dont il est proche... 

## Fiche technique
- Titre : El nido
- Réalisation : Jaime de Armiñán
- Scénario : Jaime de Armiñán et Peter Fernández
- Photographie : Teo Escamilla
- Format : Eastmancolor, 35 mm
- Musique : Alejandro Massó
- Son : Bernardo Menz, Francisco Peramos - mono
- Montage : José Luis Matesanz
- Décors : Jean-Claude Hoerner
- Costumes : Trini Adura
- Production : A Punto ELSA, Cinespania S.A.
- Pays d'origine :  Espagne/ Argentine
- Durée : 97 minutes
- Date de sortie : 18 septembre 1980 en Espagne

## Distribution
- Héctor Alterio : Don Alejandro
- Ana Torrent : Goyita
- Luis Politti : Don Eladio
- Agustín González : Sargento
- Patricia Adriani : Marisa
- María Luisa Ponte : Amparo
- Mercedes Alonso : Mercedes
- Amparo Baró : Fuen, la mère
- Ovidi Montllor : Manuel, le père

## Commentaire
« El nido raconte une vieille histoire, un sujet universel [...] Et le plus classique qui soit, celui d'un homme mûr et d'une adolescente encore enfant. » Jaime de Armiñán parvient cependant à capter l'attention grâce à une forte élaboration des personnages. Dans les deux principaux rôles, il bénéficie de « l'excellent travail d'Héctor Alterio, acteur exilé de l'Argentine de Videla, et d'Ana Torrent, dont le regard avait fasciné la critique et les spectateurs de L'Esprit de la ruche et de Cría cuervos. » Les protagonistes secondaires sont, eux aussi, extrêmement travaillés : Amparo Baró en mère dominatrice, Ovidi Montllor en époux faible et craintif, Luis Politti - autre émigré argentin - en curé bienveillant... Le réalisateur adopte, par ailleurs, un « ton plutôt froid et détaché en contraste avec le thème scabreux » du film.